# Homeoura lindneri
Homeoura lindneri är en trollsländeart som först beskrevs av Friedrich Ris 1928.  Homeoura lindneri ingår i släktet Homeoura och familjen dammflicksländor. Inga underarter finns listade i Catalogue of Life.